# Jacques Krabal
Jacques Krabal (født 10. april 1948 i Épieds, Aisne, Hauts-de-France) er en fransk politiker fra Det radikale venstreparti (PRG) og LREM.

## Medlem af Nationalforsamlingen
I 2014 blev Jacques Krabal valgt til  Nationalforsamlingen som radikalt medlem for femte kreds i Aisne.
Jacques Krabal blev genvalgt ved valget i 2017. Kort tid efter valget tilsluttede han sig LREM's parlamentsgruppe.

## Borgmester i Château-Thierry
Jacques Krabal var borgmester i Château-Thierry i Aisne fra 2008 til 2017.